# 幡岳寺
幡岳寺（ばんがくじ）は、滋賀県高島市マキノ町中庄にある曹洞宗の寺院。山号は金剛山。開基は佐久間安政で開山は無外桂言。

## 歴史
慶長年間に建立されたと伝わる。佐久間安政が賤ヶ岳の戦いに敗れて自害した叔父・柴田勝家と叔母・お市の方、刑死した兄・佐久間盛政の菩提を弔うために建立したものである。寺号の幡岳は勝家の戒名「幡岳寺殿籌山勝公大居士」に由来する。創建当時の勝家や安政の位牌が現存する。
江戸時代の初期、付近一帯は安政が藩主を務めていた信濃飯山藩領であった。勝家の家紋・柴田藤を寺紋としている。

## 所在地
滋賀県高島市マキノ町中庄336

## 交通アクセス
- JR西日本湖西線近江中庄駅から徒歩2分[2]。